# Sphecodes anonymus
Sphecodes anonymus är en biart som beskrevs av Blüthgen 1928. Sphecodes anonymus ingår i släktet blodbin, och familjen vägbin. Inga underarter finns listade i Catalogue of Life.